# Беляков, Виктор Константинович (издатель)
Виктор Константинович Беляков (1923—2018) — советский и российский издательский деятель, директор издательства «Знание» (1971—2001).

## Биография
Родился 13 февраля 1923 г. в д. Березовка Угличского уезда Ярославской губернии.
Участник Великой Отечественной войны. После окончания Пензенского артиллерийского училища (март 1943) — в действующей армии, командир взвода и противотанковой батареи, дошёл до Праги, был трижды ранен.
Окончил филологический факультет МГУ (1954), Академию общественных наук при ЦК КПСС.
В 1955—1971 гг. на ответственной редакционной работе в Политиздате.
В 1971—2001 директор издательства «Знание».
В период его руководства начато издание двух газет — «Аргументы и факты» и «НТР — проблемы и решения». Количество серий подписных брошюр по различным отраслям знаний «Новое в жизни, науке и технике» к началу 1990-х гг. достигло 39.
Кандидат исторических наук, доцент.
Заслуженный работник культуры РСФСР (1980). Награждён орденами Красной Звезды, Дружбы народов (1980) и Почёта (07.11.1997).